# 童田
童田（1459年—？），字莘夫，浙江金华府兰溪县人，民籍，明朝政治人物。

## 生平
弘治八年（1495年）乙卯應天府鄉試第八十六名舉人。弘治十二年（1499年）中式己未科會試第一百七十一名，三甲第七十四名進士。官知县。

## 家族
曾祖童濂；祖童覺；父童球。母张氏。慈侍下。弟錫、吕、鑘、柄。